# Ленинский проспект (платформа)
Ле́нинский проспе́кт — остановочный пункт пригородных поездов в черте Санкт-Петербурга на Балтийском (Санкт-Петербург — Калище и Санкт-Петербург — Гатчина (через Красное Село)) и Лужском (Санкт-Петербург — Гатчина — Сиверская — Луга) направлениях.
Платформы (две боковые и одна островная) располагаются возле Ленинского проспекта. Пригородные поезда прибывают строго по направлению следования:
- Балтийское (Лигово — Красное Село — Гатчина-Балтийская и Лигово — Ораниенбаум — Калище) — 2 пути с западной стороны (Финского залива);
- Варшавское (Гатчина-Варшавская — Луга) — 2 пути с восточной стороны.

В 1,1 км к западу от платформы находится станция метро «Ленинский проспект» (две остановки наземного транспорта, автобусные и троллейбусные маршруты). В противоположном направлении, через четыре остановки наземного транспорта, находится станция метро «Московская» (в 2,2 км к востоку от платформы). На платформе останавливаются все проходящие через неё пригородные поезда. С 15 января 2016 года началось движение электропоездов повышенной комфортности «Ласточка» между Санкт-Петербургом и Лугой, а с 5 февраля того же года «Ласточка» останавливается и на платформе Ленинский проспект.
Вдоль платформ проходят шесть путей: два для грузовых поездов (идущих на станцию Автово и в Угольную гавань или на Нарвская — Новый Порт) и четыре для пассажирских (идущих с Балтийского вокзала). Пути проходят по мосту над Ленинским проспектом. Далее за мостом начинается разветвление путей на три направления: два пассажирских на станцию Лигово, другие два пути на станцию Предпортовая и два грузовых (резко сворачивающих вправо и далее под ж/д мост) — в грузовой парк станции Предпортовая.
Первая электрификация через будущий остановочный пункт Ленинский проспект прошла в 1933 году в составе участка Ленинград-Балтийский - Ораниенбаум-I. Это был первый электрифицированный участок на Октябрьской железной дороге. Тогда напряжение в контактной сети составляло 1,5 кВ постоянного тока. 
В 1948 году после разрушений в результате боевых действий во время ВОВ было восстановлено движение электросекций на участке.
В 1967 году этот участок был переведён на напряжение 3,3 кВ постоянного тока. В том же году были электрифицированы пути вновь построенного рядом с Балтийским ходом перегона Броневая - Предпортовая (в связи с ликвидацией Варшавской железнодорожной линии, проходящей по нынешней Варшавской улице от ст. Ленинград-Варшавский до ст. Шоссейная).
При проектировании и строительстве Ленинский проспект носил название проспекта Героев. Так же в 1969—1977 годах называлась железнодорожная платформа. Кроме того, название могло перейти в наименование станции метро «Ленинский проспект».
В 2000 году был электрифицирован грузовой путь от ст. Предпортовая до ст. Нарвская (в составе участка Предпортовая - Новый Порт), а в 2002 второй грузовой путь (от ст. Предпортовая и до съезда на ст. Нарвская).
Начаты проектные работы по внедрению на станции автоматизированной системы контроля оплаты проезда с турникетами.
В будущем платформа может стать частью петербургских железнодорожных диаметров пригородного сообщения (маршрут Ораниенбаум — Белоостров).

### Расписание электропоездов
- Расписание пригородных поездов. Яндекс.Расписания.
- Расписание пригородных поездов на tutu.ru